# William H. Clothier
Pour les articles homonymes, voir William Clothier.
William H. Clothier (parfois crédité William Clothier ou Wm. H. Clothier), A.S.C., est un directeur de la photographie et producteur américain, né à Decatur (Illinois) le 21 février 1903, mort à Los Angeles (Californie) le 7 janvier 1996.

## Biographie
William H. Clothier débute comme cadreur sur un premier film américain en 1927 (Les Ailes, film muet de William A. Wellman, qu'il retrouvera à plusieurs reprises dans les années 1950) et achève sa carrière en 1973. Dans l'intervalle, il participe dans les années 1930 à trois productions espagnoles (et sera un temps emprisonné, durant la Guerre d'Espagne). Puis, pendant la Seconde Guerre mondiale, il sert sur le bombardier B-17 Memphis Belle (auquel un documentaire  - il y participe - est consacré en 1944, puis un film homonyme, Memphis Belle en 1990). La guerre achevée, il reprend comme directeur de la photographie (sur de nombreux westerns, entre autres), et après le tournage en 1955 de L'Allée sanglante, avec John Wayne, il intègre la Batjac Productions, compagnie créée par l'acteur, pour une vingtaine de films (dont Alamo en 1960). Relevons également sa contribution à plusieurs réalisations de John Ford et Andrew V. McLaglen (avec ou sans « The Duke »).
Il est aussi producteur d'un film en 1955, Gang Busters, et participe en outre, pour la télévision, à quelques séries (entre 1952 et 1962), comme directeur de la photographie et/ou producteur.
Dans les années 1960, William H. Clothier obtient deux nominations à l'Oscar de la meilleure photographie, mais n'en gagne pas (voir la rubrique "Nominations" ci-dessous).

## Filmographie partielle
Comme directeur de la photographie, sauf mention contraire
- 1927 : Les Ailes (Wings) de William A. Wellman (cadreur)
- 1928 : Le Patriote (The Patriot) d'Ernst Lubitsch (assistant-caméra)
- 1933 : King Kong de Merian C. Cooper et Ernest B. Schoedsack (assistant-caméra, non crédité)
- 1935 : El cientro trece de Raphael J. Sevilla et Ernesto Vilches (de)
- 1936 : Rinconcito madrileno de Leon Artola (es)
- 1939 : Don Floripondio d'Eusebio Fernandez Ardavin
- 1944 : The Memphis Belle : A Story of a Flying Fortress (en) (documentaire) de William Wyler (non crédité)
- 1947 : For you I Die (en) de John Reinhardt
- 1948 : Le Massacre de Fort Apache (Fort Apache) de John Ford (non crédité)
- 1950 : Once a Thief de W. Lee Wilder
- 1952 : Confidence Girl d'Andrew L. Stone
- 1953 : Aventure dans le Grand Nord (Island in the Sky) de William A. Wellman (photographie aérienne)
- 1953 : Le Fantôme de l’espace de W. Lee Wilder
- 1954 : Killers from Space de W. Lee Wilder
- 1954 : Écrit dans le ciel (The High and the Mighty) de William A. Wellman (photographie aérienne)
- 1954 : Track of the Cat de William A. Wellman
- 1955 : Top of the World de Lewis R. Foster (+ photographie aérienne)
- 1955 : Le Renard des océans (The Sea Chase) de John Farrow
- 1955 : Gang Busters de Bill Karn (+ producteur)
- 1955 : L'Allée sanglante (Blood Alley) de William A. Wellman
- 1955 : Sincerely Yours de Gordon Douglas
- 1956 : Adieu Lady (Good-bye, My Lady) de William A. Wellman
- 1956 : Sept hommes à abattre (Seven Men from now) de Budd Boetticher
- 1956 : Légitime Défense (Gun the Man Down) d'Andrew V. McLaglen
- 1956 : Man in the Vault d'Andrew V. McLaglen
- 1957 : Bombardier B-52 (Bombers B-52) de Gordon Douglas
- 1957 : Les espions s'amusent (Jet Pilot) de Josef von Sternberg (photographie aérienne)
- 1958 : Les commandos passent à l'attaque (Darby's Rangers) de William A. Wellman
- 1958 : C'est la guerre (Lafayette Escadrille) de William A. Wellman
- 1958 : Sur la piste des Comanches (Fort Dobbs) de Gordon Douglas
- 1958 : China Doll de Frank Borzage
- 1959 : Les Cavaliers (The Horse Soldiers) de John Ford
- 1960 : Alamo (The Alamo) de John Wayne
- 1961 : New Mexico (The Deadly companions) de Sam Peckinpah
- 1961 : Les Comancheros (The Comancheros) de Michael Curtiz
- 1961 : Le Cercle de feu (Ring of Fire) d'Andrew L. Stone
- 1962 : Les Maraudeurs attaquent (Merrill's Marauders) de Samuel Fuller
- 1962 : L'Homme qui tua Liberty Valance (The Man who shot Liberty Valance) de John Ford
- 1963 : La Taverne de l'Irlandais (Donovan's Reef) de John Ford
- 1963 : Le Grand McLintock (McLintock !) d'Andrew V. McLaglen
- 1964 : La Charge de la huitième brigade (A Distant Trumpet) de Raoul Walsh
- 1964 : Les Cheyennes (Cheyenne Autumn) de John Ford
- 1965 : Les Prairies de l'honneur (Shenandoah) d'Andrew V. McLaglen
- 1966 : Rancho Bravo (The Rare Breed) d'Andrew V. McLaglen
- 1966 : Stagecoach de Gordon Douglas
- 1966 : Tiens bon la rampe, Jerry (Way… Way Out) de Gordon Douglas
- 1967 : La Route de l'Ouest (The Way West) d'Andrew V. McLaglen
- 1967 : La Caravane de feu (The War Wagon) de Burt Kennedy
- 1968 : La Brigade du diable (The Devil's Brigade) d'Andrew V. McLaglen
- 1968 : Bandolero ! d'Andrew V. McLaglen
- 1968 : Les Feux de l'enfer (Hellfighters) d'Andrew V. McLaglen
- 1969 : Les Géants de l'Ouest (The Undefeated) d'Andrew V. McLaglen
- 1970 : Attaque au Cheyenne Club (The Cheyenne Social Club) de Gene Kelly
- 1970 : Chisum d'Andrew V. McLaglen
- 1970 : Rio Lobo d'Howard Hawks
- 1971 : Big Jake de George Sherman
- 1973 : Les Voleurs de trains (The Train Robbers) de Burt Kennedy

## Nominations
- Oscar de la meilleure photographie (nominations uniquement) :
  - En 1961, pour Alamo ;
  - Et en 1965, pour Les Cheyennes.